# Drie Banken
De Drie Banken is de naam van drie, tijdens het ancien régime samenwerkende dorpen, en wel Dilsen, Stokkem en Rotem, gelegen in de Maasvallei.
De naam slaat op de schepenbanken van deze dorpen. De dorpen trokken gezamenlijk op, met name als het grensconflicten aangaande gemeenterechten met naburige dorpen betrof. Vooral met Opoeteren bestond er een langlopend conflict. Dit ging over het Ledebos, waarin brandhout gesprokkeld werd door de omliggende dorpen. In 1428 was er sprake van een arbritaeze utspraeck, bekrachtigd door Jan van Heinsberg, prins-bisschop van Luik, volgens welke Opoeteren als vierde bank gerechtigd was in den bosch oft heijden.
Het betreffende bos ging uiteindelijk Drie Bankenbos heten (op de topografische kaart foutief als Drie Beukenbos vermeld!). Ondanks de voor Opoeteren gunstige utspraeck waren er in de daaropvolgende eeuwen nog tal van conflicten en grensvaststellingen. Pas in 1820 kwam er een definitieve regeling, waarbij de Bruyere des trois bancs werd verdeeld en toegewezen aan de betreffende gemeenten.